# 沮渠牧犍
涼哀王沮渠牧犍（？—447年），一名茂虔，匈奴支系盧水胡族人，沮渠蒙遜之子。十六國時期北涼國末代君主。沮渠牧犍原非蒙遜指定的繼承人，因國內眾臣推舉而登位，任內保持了父親一貫與北魏及南朝宋的關係，然而北魏既滅北燕，魏太武帝亦因毒殺武威公主圖謀和西域使者之言對牧犍不滿，遂出兵攻涼。牧犍初堅守姑臧城不降，但終在北魏軍圍攻下城陷，被逼投降，北涼亡。牧犍弟沮渠無諱帶領北涼殘餘勢力西走，後立起高昌北涼以承涼祚。

## 生平
沮渠牧犍歷任酒泉太守及敦煌太守，北涼義和三年（433年）沮渠蒙遜去世，因继承人沮渠菩提尚幼，眾臣在蒙遜病重時就推較年長的沮渠牧犍為世子，加中外都督、大將軍、錄尚書事。牧犍在蒙遜死後即襲河西王位，改元永和。牧犍隨後向北魏請求任命，獲授都督涼河沙三州西域諸羌戎諸軍事、車騎將軍、開府儀同三司、涼州刺史、河西王。又以父親遺願為由，將妹妹興平公主嫁給魏太武帝拓跋焘。另一方面，牧犍亦向南朝宋上表告知繼位一事，又獲授持節、散騎常侍、都督涼秦河沙四州諸軍事、征西大將軍、領護匈奴中郎將、西夷校尉、涼州刺史、河西王。
永和五年（437年），拓跋焘將其妹武威公主嫁予牧犍，牧犍與嫂子李氏偷情，李氏既得寵，竟與牧犍之姊共毒殺武威公主，幸得解藥不死。拓跋燾要求押解李氏至北魏，牧犍不肯，把李氏安置到酒泉。另北魏西域使者從北涼官員口中得知柔然可汗宣稱他們擊敗了北魏及牧犍聞言大喜並向國內宣傳的事，並向拓跋燾報告，拓跋燾特意派尚書賀多羅去探聽北涼國內的情況，賀多羅回來時亦稱牧犍表面上臣服於魏，實質上並不服從。拓跋焘遂於永和七年（439年）下詔列牧犍十二項罪狀並大舉進攻北涼，詔中亦勸導牧犍自動請降。牧犍聞訊大驚，聽從左丞姚定國計謀不出城迎降，反向柔然求援並命弟弟沮渠董來率兵在城南抗擊魏軍，可是董來軍卻望風潰敗。魏軍兵臨姑臧，牧犍當時聽聞柔然會進攻北魏，於是期望魏軍會因而東還，故此決意固守不降。不過，當時牧犍侄沮渠祖出降並將牧犍的想法告知拓跋燾，拓跋壽遂分兵圍困姑臧，又派源賀招撫北涼諸部，以專心攻城。姑臧最終失守，沮渠牧犍率領文武百官五千人面缚请降，北涼亡，北魏遂統一北方。
拓跋燾將沮渠牧犍及其宗族官民共三萬戶遷至魏都平城，仍以妹婿身份對待他，仍任征西大將軍及河西王爵。北魏太平真君八年（447年），牧犍親族及守護國庫者告發牧犍在姑臧城陷前將國庫中的金銀財寶都拿走，其餘則任由平民搶奪，最終魏人在牧犍家中果然搜得那些財寶；牧犍父子又被指曾毒死数以百计的无辜者，同时在他家找到毒药，姐妹又習曇無讖之術，行為放蕩無愧色；還有指牧犍與北涼舊臣聯絡，意圖謀反，太武帝派遣太常卿崔浩至牧犍家中，将其賜死，諡哀王，其他宗族除沮渠祖外亦被處死。

## 性格特徵
自西晉末年大亂，不少中原文士都去河西一帶避亂，前涼張氏主政時亦禮遇他們，故涼州文士傳承，號稱「多士」。牧犍亦喜好文學，任用不少文士。任內又曾獻書南朝，亦向南朝求晉、趙《起居注》等書。

## 家庭

### 妻
- 李王后，西涼武昭王李暠女。
- 拓跋王后，北魏武威公主

### 子女
- 沮渠封壇，433年立为继承人
- 武威公主，沮渠牧犍與拓跋后所生之女，以國甥之位得寵，襲母位。
- 沮渠夫人，北魏文成帝夫人
- 沮渠氏，拓跋后所生，嫁司马金龙